# Östersjöfinsk forntidsreligion

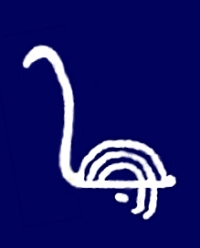
En svan och ett ägg enligt en karelsk hällristning.

Östersjöfinsk forntida tro syftar på religiösa seder och övertygelser som utövades i Finland, Ingermanland, Karelen och i Estland före kristendomen kom till länderna. Finsk forntro kännetecknas bland annat av polyteism, alltså tron på flera gudar, och dyrkan av de döda. Forntida tro var inte enhetlig eller oföränderlig i Finland, utan seder och övertygelser varierade under olika maktperioder och på olika platser.
Källor som berättar om uråldriga trosuppfattningar är hällmålningar, Kalevalas folkdiktning och material insamlat från andra folk med anknytning till finländare. Skriftlig information började samlas in först på 1800-talet. Då var kristendomen den dominerande religionen och den hade utplånat många forntida traditioner och uppfattningar. Trots detta överlevde flera gamla trosuppfattningar och myter, särskilt i det ortodoxa Karelen. Berättelserna om Jesus och Väinämöinen, liksom berättelserna om Ukko överherren och kristendomens Gud, förekom sida vid sida och blandades ibland även ihop. Mycket information om den forntida religionen bevarades i folksagorna som fortfarande på 1800-talet var anmärkningsvärt rika i Karelen.
Staten förbjöd utövandet av forntidstron på 1600-talet, men man visste och misstänkte att det fortfarande förekom heliga lundar i Finland på 1700-talet som kyrkan och myndigheter försökte förstöra. Av de högtider som firas idag hör bland annat fettisdagen, midsommar, alla helgons dag (kekri) och jul till de högtider som också firades inom den finska forntidstron.

## Uppfattningar
| Strukturbild av världen                                                                                                 | |                                                                                        |
| • A: himlavalv. Det kunde finnas flera stycken, t.ex. 6 eller 9 st. ovanpå varandra. • B: Polstjärnan • C: världspelare | • D virvel • E: norra landet, Pohjola • F: den kända världen • G: Lintukoto, en mytisk plats där himlavalvet och markytan möts | • H: De dödas land, Tuonela som befann under marken eller vattnet, kanske upp-och- ner |

### Världens skapelse
Att förstå sakers ursprung har varit viktigt för fornfinländarnas verklighetsuppfattning. Skapelseberättelser har gett upphov till en stor del av poesin. I finsk forntida tro kan man urskilja tre olika kosmogonier, alltså skapelsemyter. I en av myterna skapas världen genom att dyka upp ur urhavets botten. I en annan kläcks världen ur ett urägg. Den tredje myten berättar om himlens smidande.
Enligt den vanligaste myten föddes världen ur ett sjöfågelägg.  Myten härstammar från de södra delarna. Den är känd inom ett brett område och har även spridit sig till de norra delarna av Europa. Bland de uraliska folken är myten gemensam för finnar, östsamer, komier och mordviner. Myten om att världen uppstått ur havet torde vara mer autentisk, men äggmyten har ersatt den. Skapelsediktningen i Kalevala bygger nästan enbart på äggmyten, även om det också finns vissa referenser till havsmyten i poesin. De gemensamma dragen i de här två myterna är urhavet och urfågeln.
Myten om sjöfågelägget beskrivs i dikten Skjutningen av Väinämöinen. Dikten beskriver hur jorden, himlen, dagen, månen, stjärnorna och molnen skapas, men nämner varken människan eller den levande naturen. I havsmyten skapades världen å andra sidan genom att en storlom eller djävulen hämtade jorden från världens botten.  I forndikter med anknytning till myten om himlens smidande nämns Ilmarinen som den som smider himlavalvet. Den här myten har kommit till den finska folktron från Skandinavien. Möjligen tilldelades Ilmarinen status som skapargud endast i detta sammanhang.

### Världens ände
Myter skrivna av finländare som beskriver eskatologi, alltså världens undergång eller slut, finns inte bevarade. Förmodligen liknade dessa myter myter hos andra nordliga och uraliska folk. Utifrån samisk och uralisk tro kan man anta att finska begrepp även har innefattat cyklicitet. I många nordliga mytologier föds och förstörs världen turvis. 

## Gudar och andar
Familjer, byggnader, mark och grödor hade sina egna väsen. Deras uppgift var att skydda och säkerställa välstånd och fertilitet. Enligt Kristian Erik Lencqvist trodde man också att folk hade en egen skyddsande. 

## Heliga platser

### Hällmålningar

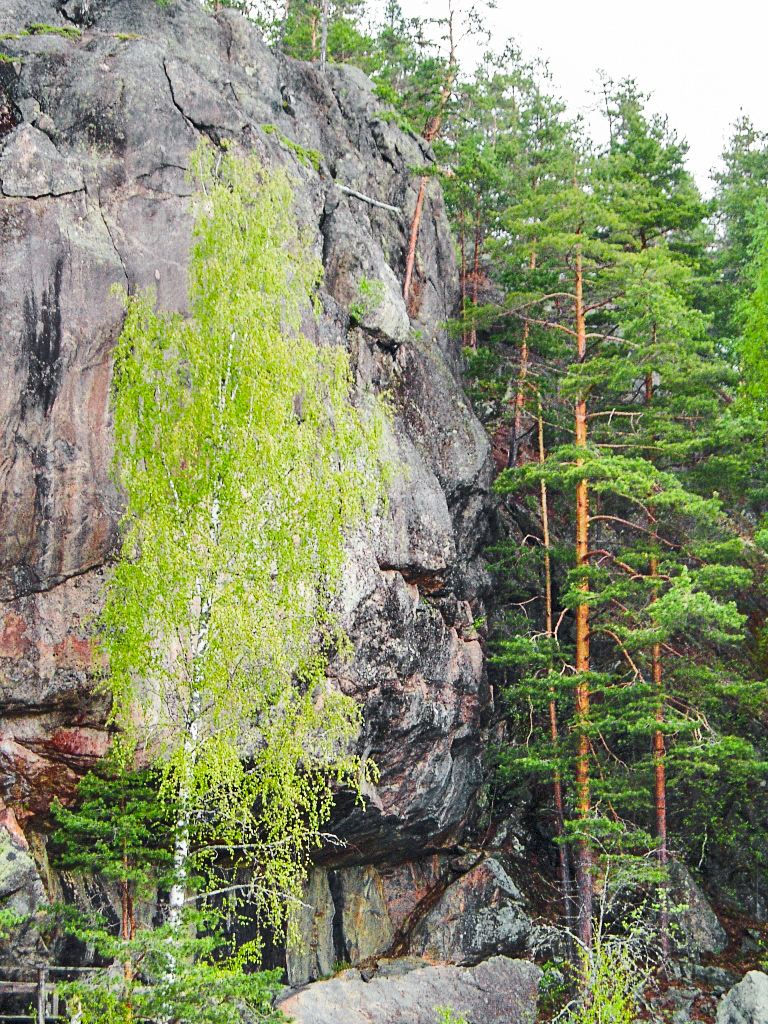
Vissa stenar har valts ut som målningsplatser, möjligen för att de naturligt har egenskaper som liknar mänskliga ansikten. Astuvansalmis hällmålning bildar ett tydligt urskiljbart jätteansikte på ena kanten.

På stenåldern gjordes hällmålningar av rödmylla.  De kan inte direkt likställas med de myter vi känner till idag, eftersom de är insamlade högst under de senaste hundra åren. Trots det kan folkdiktningen ha bevarat minnesbilder från myter och uppfattningar till och med från stenåldern.  "Även om dikterna som de finska folken i Östersjön känner till bara är 3000-3500 år äldre, kan myterna bakom den vara ännu äldre."  .

### Heliga lundar
Heliga lundar var platser dit människor gick på religiösa pilgrimsfärder bland annat för att offra. Ludarna kan ursprungligen ha kallats hiis. I de heliga lundarna kunde det också finnas en offerhägnad, som man inte fick gå in i, men som man kastade offer i. 
Ännu på 1700-talet fanns heliga lundar i västra Finland, eller misstänkta sådana, som kyrkan  och myndigheter försökte förstöra. Heliga lundar har bevarats i Inkeri in på 1900-talet, och ganska omfattande information om deras användning har bevarats. Med utgångspunkt från folket i Inkeris heliga lundar, samt fragment av information som bevarats från andra håll kan man också konstruera en bild av hurdana de heliga lundarna i Västra Finland var. 

### Heliga träd
Många gamla, stora och speciella träd var heliga, speciellt tallar . När man lyckades jaga björn hölls en jaktfest till dess ära. Efter jaktfesten fördes björnens skalle till "skalltallen", där det redan kunde finnas flera björnskallar. Åtminstone i senare tider hade gårdens rönnar också ett särskilt värde. De fick inte skadas på något sätt. Vid träden på gården har man fört offer till olika väsen 

### Våtmarker
Träskmarker, källor, bäckar och branta stränder har använts för att offra, till exempel har flinta och tulus lämnats kvar i våtmarkerna De har också ibland använts för att avrätta och bortskaffa oönskade personer som brottslingar. Traditionen levde fortfarande kvar på 1800-talet, då den så kallade onda begravningen genomfördes enligt den lutherska lagen i en tranbärsmosse, och den avlidne blev utan kristen begravningsgudstjänst. Barn födda utom äktenskapet eller barn med funktionsnedsättningar kunde också nedsänkta i våtmarker. 

## Björnen, ett heligt djur
Finländarnas förhållande till naturen tog sitt starkaste uttryck i förhållandet till björnen. Att den är så speciell beror på att det är det mäktigaste och starkaste djuret i den finska naturen, som till och med har gjort överlägset motstånd mot människor. Att prata om björnen har till och med uppfattats som tabu, man har därför ofta använt omskrivningar.
För att hedra den fångade björnen anordnades fester – björnjaktfester. De här festerna är arv från jägar-samlarkulturernas schamanistiska verklighetsuppfattning.